# Jordanka Donkowa
Jordanka Lubczewa Donkowa (bułg. Йорданка Любчова Донкова; ur. 28 września 1961 w Gornim Bogrowie koło Sofii) – bułgarska lekkoatletka, uprawiała biegi płotkarskie.
Do 22 lipca 2016 do Donkowej należał rekord świata w biegach na 100 m przez płotki wynoszący 12,21 s (o 0,01 sekundy wynik Bułgarki poprawiła Amerykanka Kendra Harrison, aktualnie piąty w historii wynik). Po raz pierwszy ustanowiła rekord świata na tym dystansie już w 1986, początkowo wyrównując, a później poprawiając wynik Polki Grażyny Rabsztyn. W ciągu zaledwie 3 tygodni ustanawiała czterokrotnie rekord świata, osiągając ostatecznie czas 12,26 s. Rok później tytuł rekordzistki świata odebrała jej rodaczka Ginka Zagorczewa. Donkowa poprawiła jednak jej rezultat o kolejne cztery setne sekundy rok później na zawodach w Starej Zagorze. 
Donkowa zdobyła kilka medali mistrzostw Europy
- w biegu na 100 m ppł: srebrny medal w 1982, złoty w 1986 i brązowy w 1994,
- w sztafecie 4 × 100 m: srebrny medal w 1986.

Jednak jej największym osiągnięciem jest złoty medal Igrzysk Olimpijskich z Seulu w 1988, gdzie pokonała reprezentantki NRD Glorię Siebert i RFN Claudię Zaczkiewicz. Na kolejnych Igrzyskach w Barcelonie w 1992 nie udało jej się powtórzyć tego osiągnięcia i musiała zadowolić się jedynie brązowym medalem, przegrywając z Greczynką Wulą Patoulidu i Amerykanką LaVonną Martin. Była też uczestniczką igrzysk olimpijskich w Moskwie (1980), ale odpadła w półfinale biegu na 100 m przez płotki.
Donkova była po części zawodniczką niepełnosprawną, trzy z pięciu palców jej prawej dłoni zostały amputowane do połowy po tym jak w dzieciństwie przeżyła ciężki wypadek.